# Basílica de Nuestra Señora de Nazaret (Belém)
La Basílica de Nuestra Señora de Nazaret o más formalmente Basílica de Nuestra Señora de Nazaret del Exilio (en portugués: Basílica de Nossa Senhora de Nazaré; Basílica Nossa Senhora de Nazaré do Desterro) es un templo católico que comenzó a construirse en 1909, en el lugar donde se encontró la imagen de la Virgen de Nazaret por Plácido José de Souza (cuyos orígenes son controvertidos, con versiones diferentes) en la ciudad de Belém, estado de Pará, en las orillas del Igarapé Murututu en Brasil.
El templo actual, marcada por varios estilos arquitectónicos, cuyo fuertes son el neoclásico y ecléctico, comenzó a construirse en 1909, con la colocación de su piedra angular el 24 de octubre de ese año por el entonces Arzobispo de Belem Santino Maria Coutinho.
Fue declarada basílica en 1923 y el 31 de mayo de 2006, elevada al estatus de Santuario Mariano Arquidiocesano, pasando a ser llamada Basílica Santuario de la Virgen de Nazaret.

## Véase también

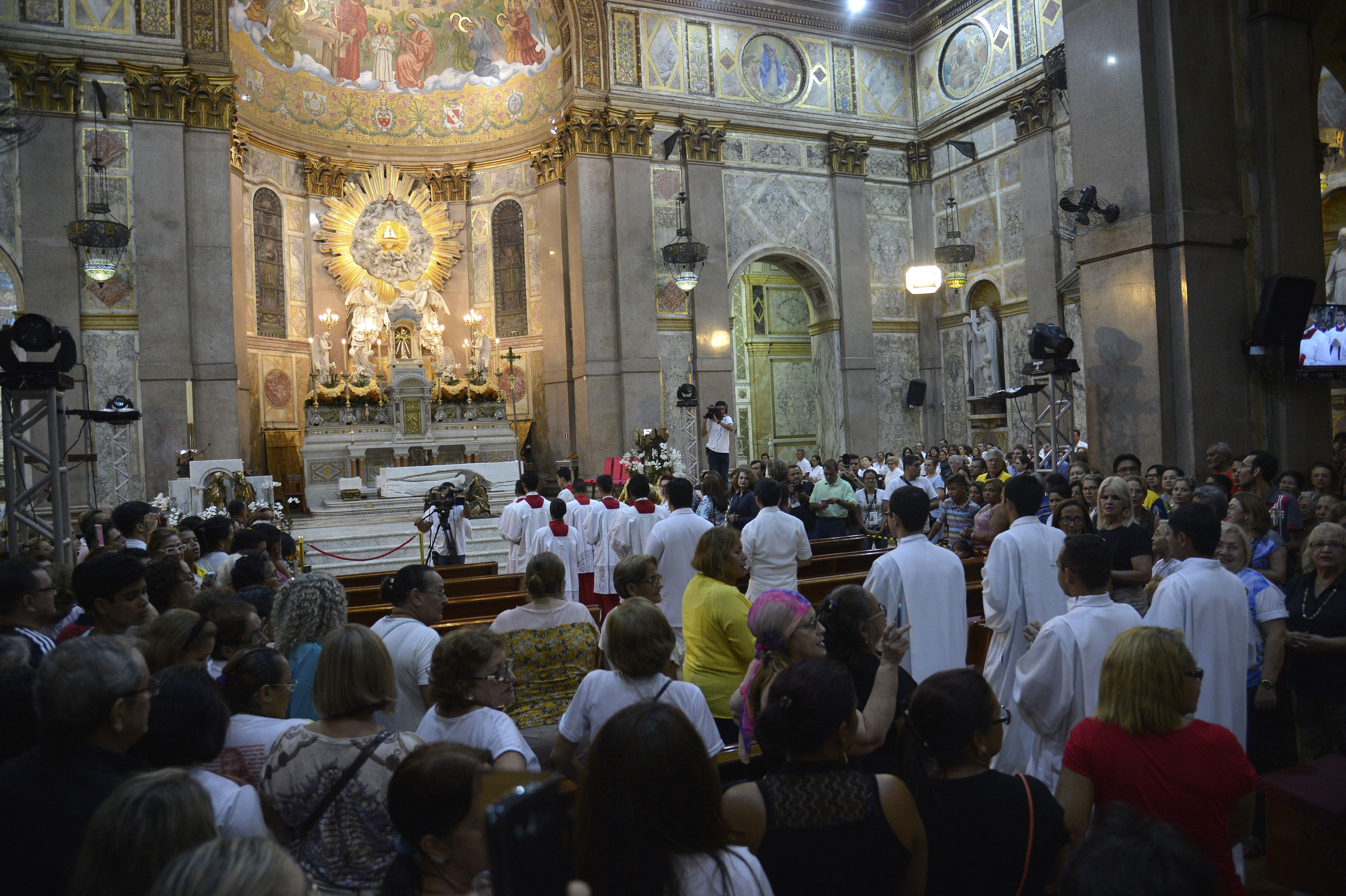
Vista interna